# 1-氟-2,4-二硝基苯
1-氟-2,4-二硝基苯又称2,4-二硝基氟苯，在蛋白质分析中又称为桑格试剂，是一个测定多肽N-端氨基酸的试剂。它最初由弗雷德里克·桑格于1945年发现。

## 制取
可以由氟化钾在硝基苯溶液中与2,4-二硝基氯苯反应制得。

通过使氟化钾与1-氯-2,4-二硝基苯反应的方法制取1-氟-2,4-二硝基苯

## 用途
这种物质可以连接上氨基，生成稳定的黄色物质2,4-二硝基苯氨基酸（DNP-氨基酸）。如果是一条肽链，则只能连接上链的一端，生成亮黄色的DNP-多肽或DNP-蛋白质，这个反应称为桑格反应（Sanger reaction）。由于DNP与氨基结合牢固，不易被水解，因此当DNP-多肽被酸完全水解以后，原来的N-端氨基酸成为黄色的DNP-氨基酸。DNP-氨基酸溶于乙酸乙酯或乙醚等有机溶剂，所以可以用乙酸乙酯或乙醚对其抽提后进行色谱分析，再以标准的DNP-氨基酸作为对照，就可鉴定出此氨基酸的种类。
桑格当初确定出胰岛素两条链的N-端氨基酸就是用的这个方法。